# NGC 1419
NGC 1419 é uma galáxia elíptica (E) localizada na direcção da constelação de Eridanus. Possui uma declinação de -37° 30' 40" e uma ascensão recta de 3 horas, 40 minutos e 42,0 segundos.
A galáxia NGC 1419 foi descoberta em 22 de Outubro de 1835 por John Herschel.